# Muff (Kleidung)

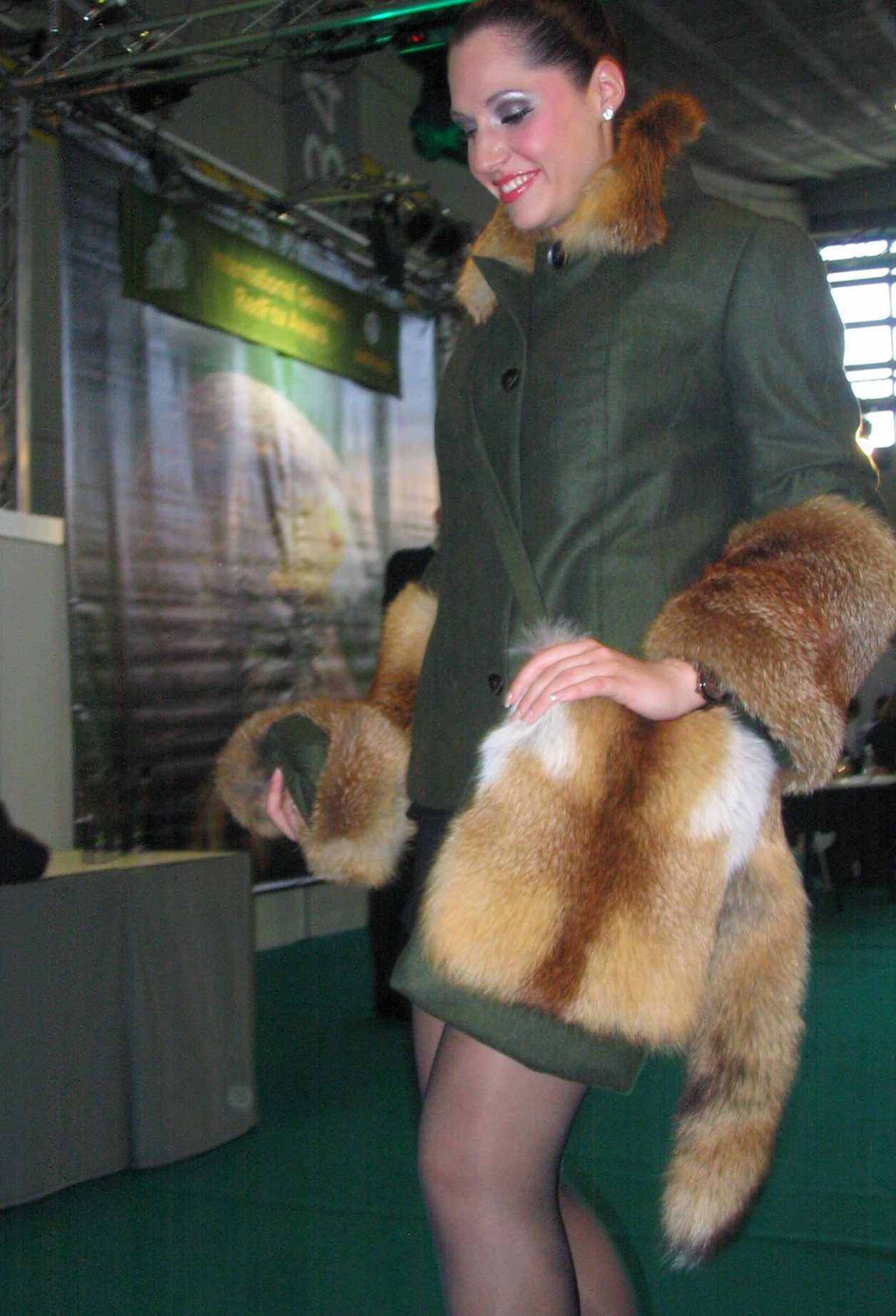
Muff aus Rotfuchsfell (2013)

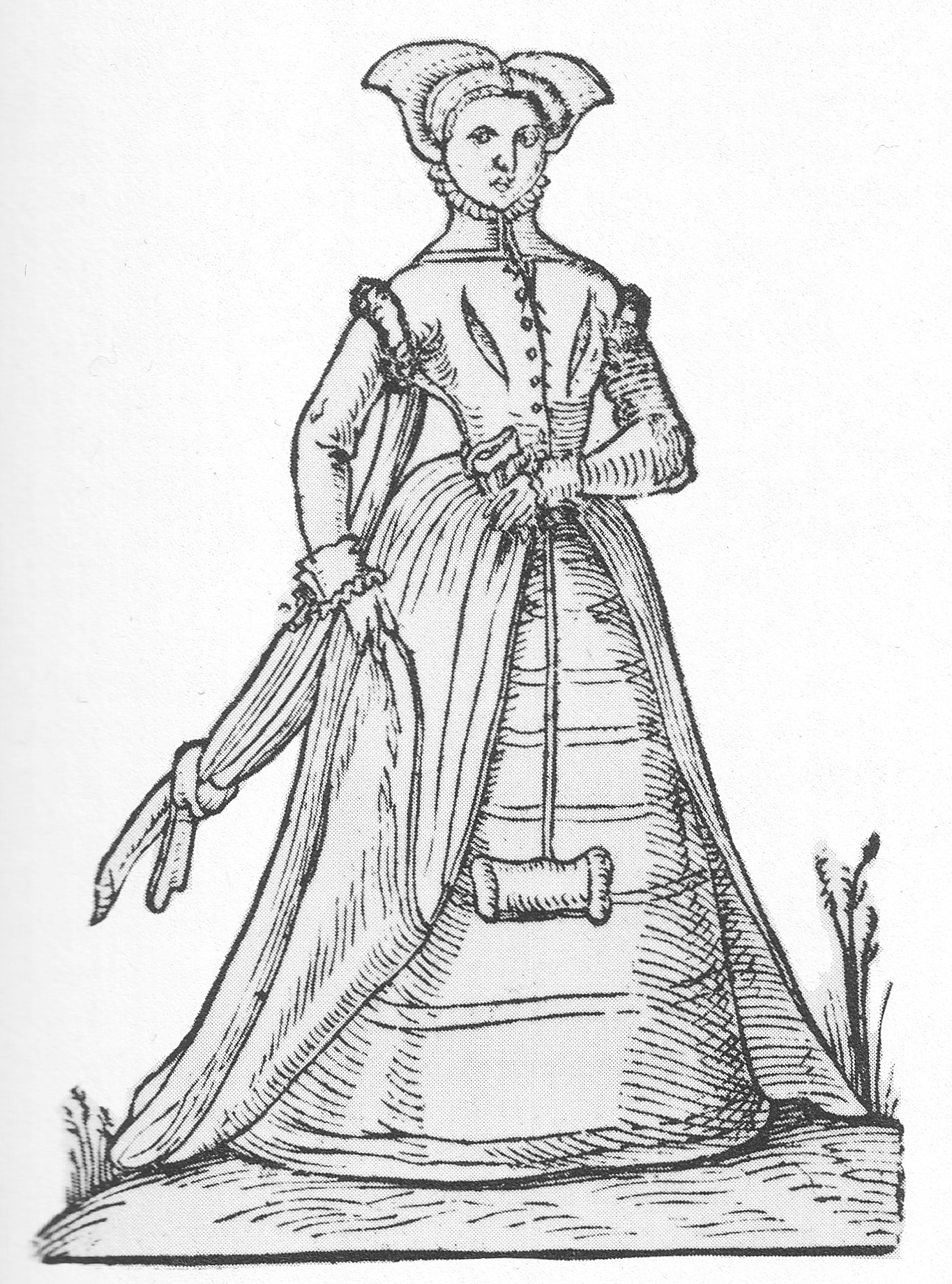
„Die Engländerin“ (1567)
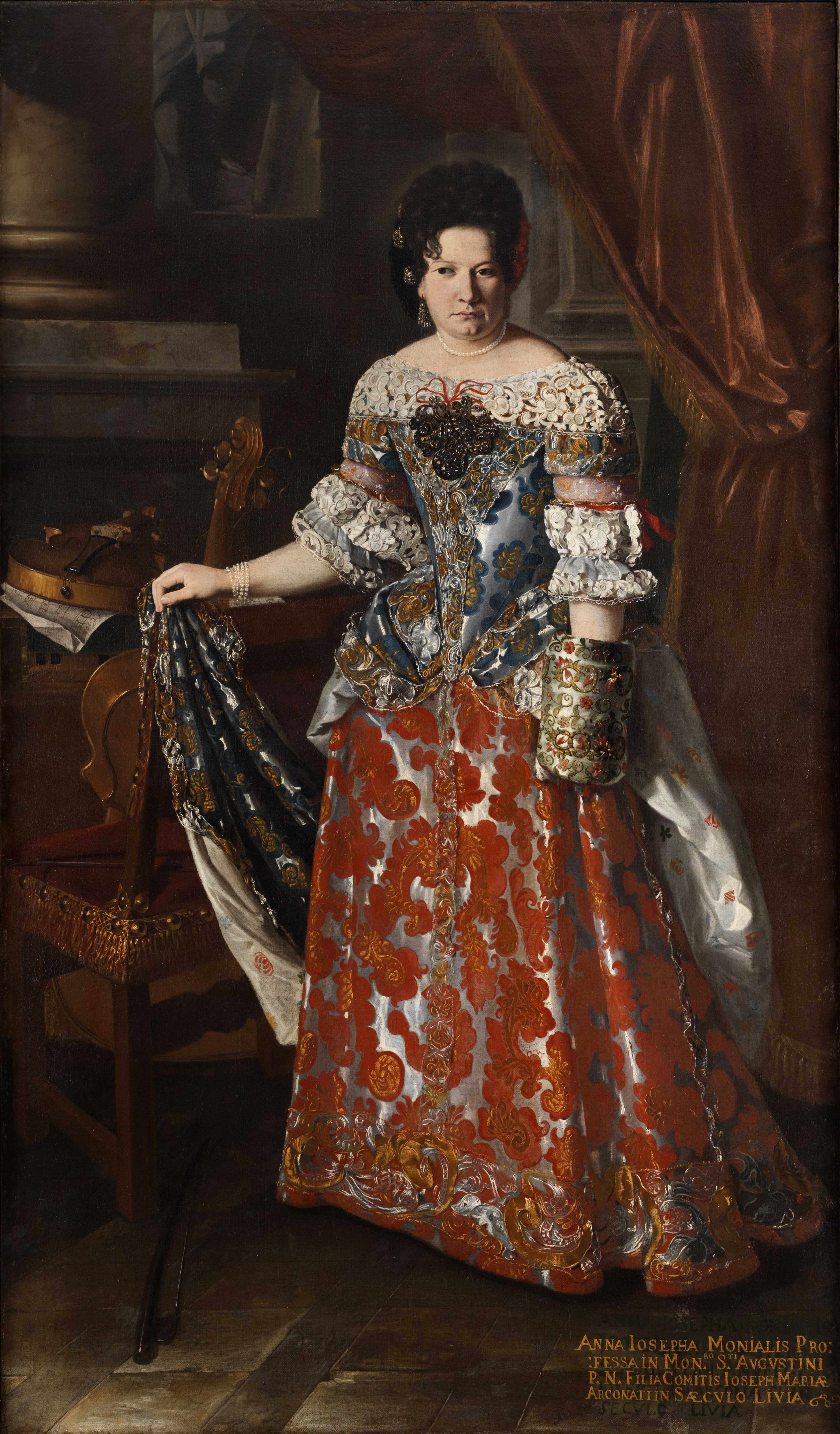
Eine Italienerin (Pier Francesco Cittadini (attr), 17. Jh.)

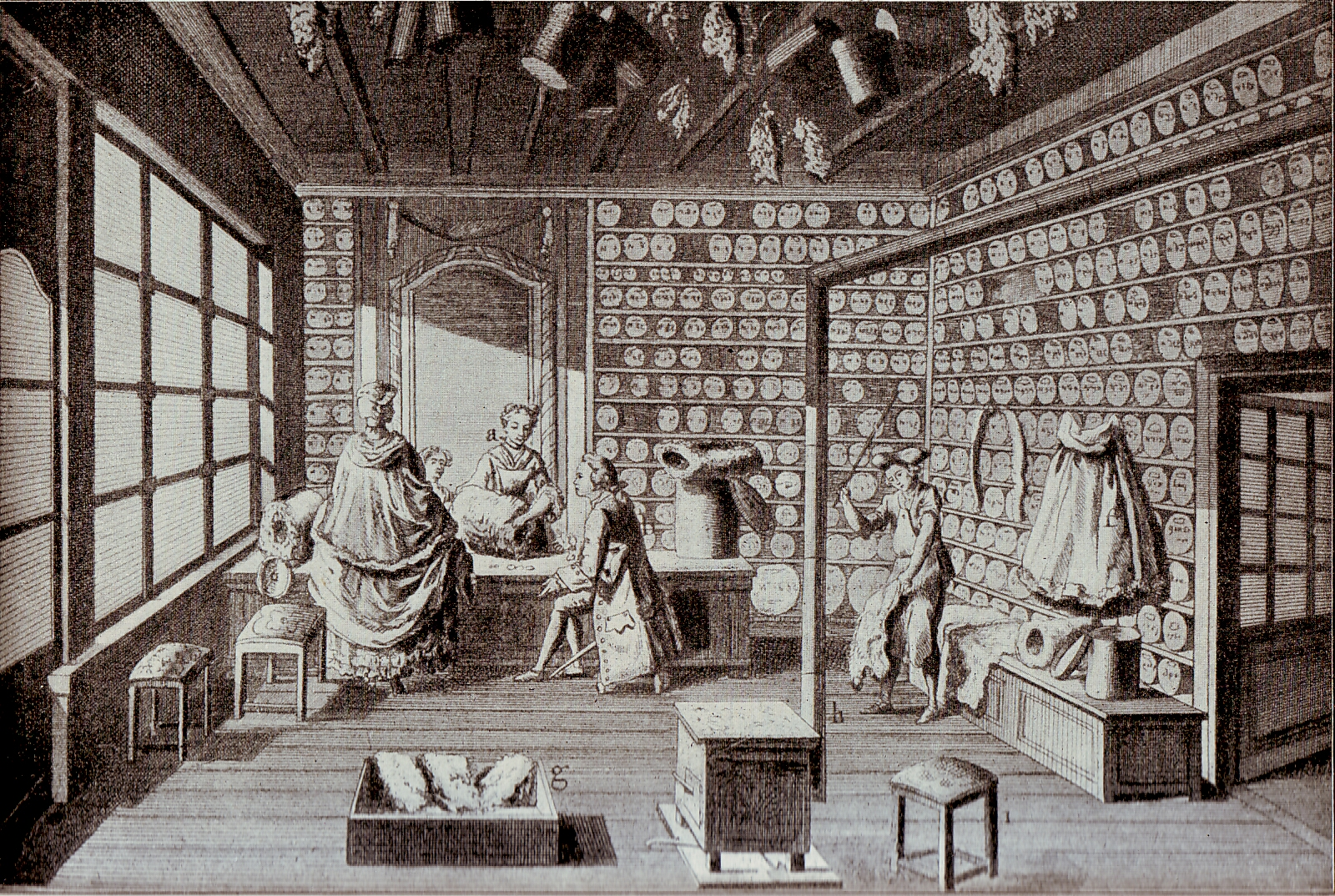
1765 bestand das Angebot eines Pariser Kürschners hauptsächlich aus Muffen

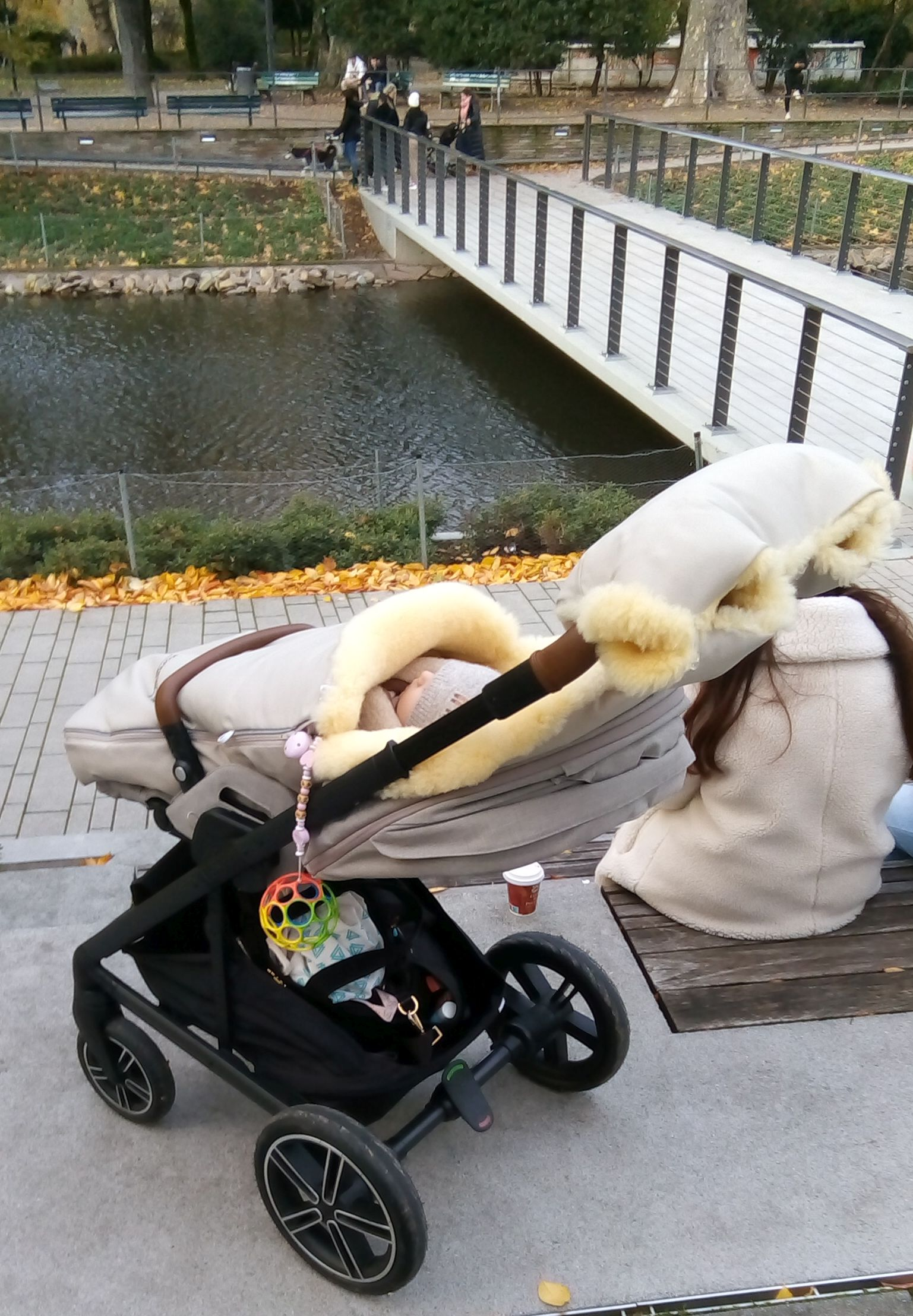
Kinderwagen-Muff und -Schlafsack aus Lammfell (2023)

Ein Muff (abgeleitet von lat. muffula für Pelzhandschuh), im Oberdeutschen (1793) Stützel, Stutzer, ein Schlupfer oder Schliefer, auch ein Stauch oder Staucher genannt, ist ein röhrenförmiges Bekleidungsaccessoire, in das die Hände von beiden Seiten hineingesteckt werden, um sie warm zu halten. In der Regel besteht er aus Pelz, seltener aus Stoff oder Strick. Meist ist er zusätzlich warm ausgefüttert, in den besseren Qualitäten mit einem Daunenfederbeutel. Er hat entweder eine Schlaufe, um ihn in der Hand halten zu können, oder eine lange Kordel, mit der er um den Hals getragen werden kann. Meist ist ein kleines Geldtäschchen eingearbeitet.
Es werden auch Mufftaschen hergestellt, Taschen, denen man die zusätzliche Funktion als Muff nicht ohne Weiteres ansieht. Noch in den 1980er Jahren war meist ein kleiner Taschenspiegel beigelegt, rückseitig eventuell mit einem Firmeneindruck versehen.

## Geschichte

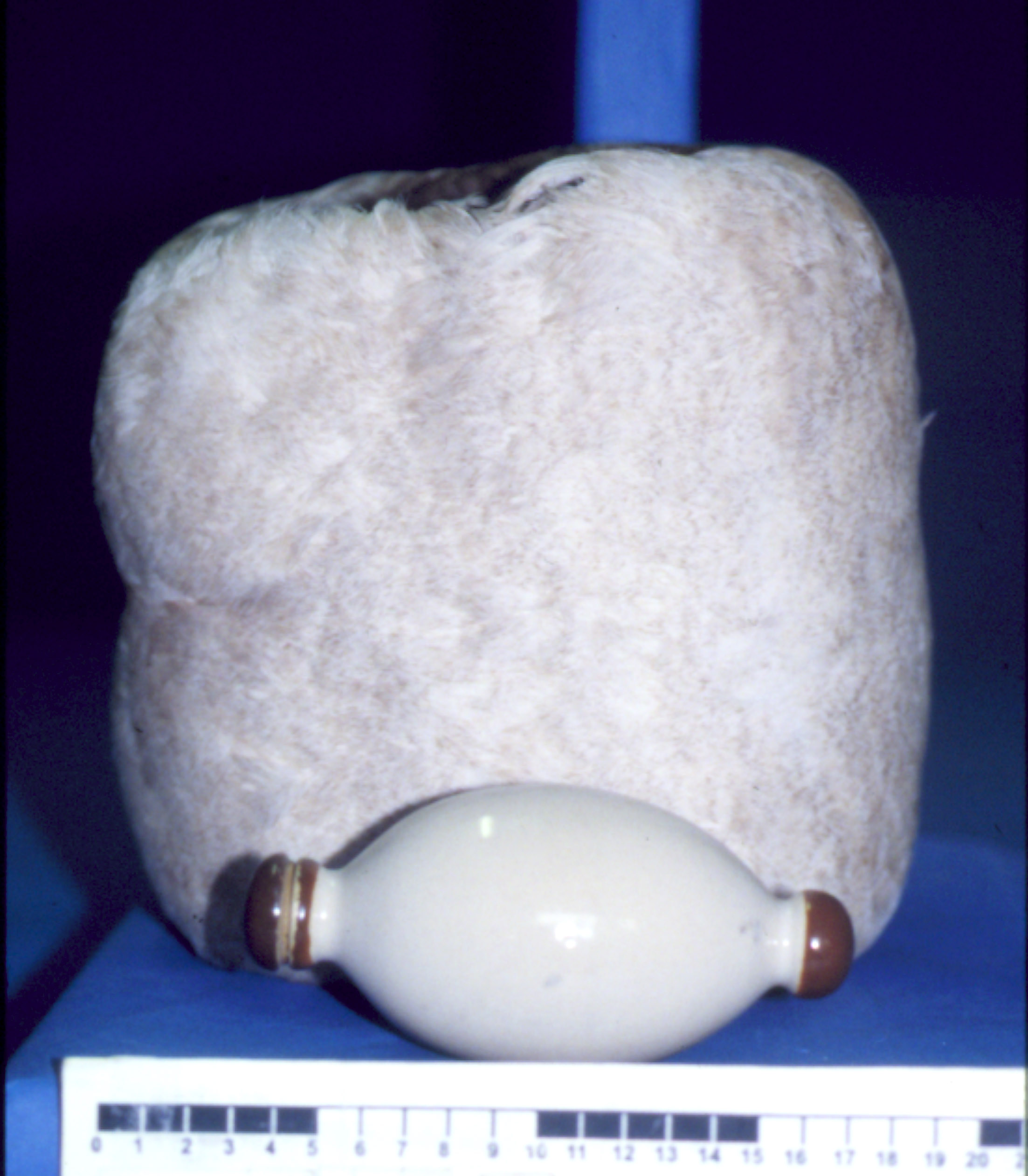
Muff aus Albatrosfell. Davor ein Muffwärmer, eine mit Heißwasser zu füllende Porzellanflasche (spätes 19. Jh.)

Muffe wurden früher vor allem vom Bürgertum und den gehobenen Ständen statt Handschuhen getragen. Heute sind sie weitgehend aus der Mode gekommen.
Die wohl erste bekannte Abbildung eines Muffs findet sich in England im Jahr 1567 mit dem Abdruck einer modisch gekleideten Dame. Die zugehörenden vier Verszeilen beziehen sich auf ihren Hut, nicht auf den an einer langen Kordel bis zu den Knien hängenden Muff. Erwähnt wurde ein Muff im Jahr 1590 in einem Buch über venezianische Trachten. Im 17. Jahrhundert wurde er auch in Deutschland und Frankreich bei den höheren Ständen populär, und zwar bei Männern wie Frauen gleichermaßen. Ende des 18. Jahrhunderts waren Muffe in der Mode von größter Bedeutung. In Nürnberg nannte man ihn „Staucher“, in Augsburg „Schliffer“, nicht nur in Ulm bis in das 20. Jahrhundert hinein „Schlupfer“. Besondere Kenntnis über die Muffkreationen in der Mitte des 17. Jahrhunderts sind uns durch die vielen detaillierten Stiche des Wenzeslaus Hollar überliefert. Muffs erreichten zum Teil eine gewaltige Größe und waren geeignet, alle möglichen Utensilien aufzunehmen. Ende des 17. Jahrhunderts gab es eine kurze Zeit lang sogar die Bezeichnung „Muffhund“ für kleine Hunde, die von modebewussten Damen in den geräumigen Ausführungen getragenen werden konnten. Im 19. Jahrhundert wurde der Muff zu einem reinen Damen-Accessoire.
Seit etwa nach 1860 behielt der Muff die kleine Form, gelegentlich war er flach, meist aber glich er einer Rolle. Ab etwa 1910 wurde er wieder größer, für wenige Jahre bis zu Ausmaßen in Kissengröße, wie er sie schon einmal im 18. Jahrhundert erreicht hatte. Dabei blieb er jedoch flach. Man nannte ihn Taschenmuff, „weil man darin wie in einer tiefen Tasche allerhand unterbringen kann“. Die eigentliche Kombination von Muff und Tasche, die Mufftasche, kam erst um 1935 auf. „Der große Taschenmuff wurde nur wenige Jahre von der Mode propagiert. Langsam geriet er weniger in Gebrauch, wurde vorübergehend als Melonenform beliebt und spielte in den 1930er Jahren wieder eine kleine Rolle. In diesem Format verharrte er, bald flach, bald rund, bald trapezförmig, erlangt aber, ohne aus der Mode zu kommen, nicht mehr die Bedeutung, die er noch in der Frühzeit des 20. Jahrhunderts hat, da bequem geschnittene Taschen in Mantel oder Jacke oder breite Pelzstulpen an den Ärmeln einen Ersatz bilden.“ - Dies eine Einschätzung aus dem Jahr 1957.
Der 1884 geborene Kürschner Wilhelm Schnell berichtete aus seinen ersten Gesellenjahren im heute rumänischen Kronstadt: „Die wenige Galanteriearbeit, die gemacht wurde, sah unschön aus, die Muffen wurden nur mit Watte gefüttert. Als der Geschäftsführer einmal einen Persianermuff aus Wien zeigte, der auf Daunen gefüttert war, blieb uns beinahe der Verstand stehen. Als er ihn nun in eine Ecke warf und er die gleiche Form behielt, waren wir sprachlos. Trotz alledem wurden keine Daunenbeutel angeschafft, man ging vom Gewohnten nicht ab“.
Die Idee, perfekt geformte Muffe auf Holzblöcken herzustellen, nehmen die Wiener Kürschner für sich in Anspruch: „Die Erfindung, Muffe auf Stöcken zu machen (Wiener Stockmuff, 1883) ist ein Verdienst des heimischen Gewerbes und heute können wir mit Stolz sagen, daß die Wiener Kürschnerkunst vor aller Welt in Ehren bestehen kann und was Geschmack anbelangt, an erster Stelle steht“.
Seit etwa in den 1890er Jahren waren Muffe häufig auch mit Köpfen und Schwänzen der verwendeten Fellart versehen. Um 1910 war der Muff Teil der Pelzgarnitur und gehörte zwingend zur eleganten weiblichen Wintergarderobe, um 1939 endete mit der veränderten Lebensweise durch besser beheizte Wohnungen und geschlossene Kraftfahrzeuge die ganz große Epoche des Muffs, einen zwar wärmenden aber wenig dekorativen Ersatz bildeten die Pelzhandschuhe. Pelzmuffe wurden unter anderem aus Nerz-, Hermelin-, Persianer-, Hasen-, Kaninchen- oder Fuchsfellen hergestellt; aber auch exotische Materialien wie Scheitelaffenfelle kamen zum Einsatz.
Nicht nur die Mufftasche, auch ein einfacher Muff weist meist ein kleines Täschchen auf, ausreichend für ein Taschentuch. Praktischerweise sollte der Muff einen sogenannten Muffhalter aufweisen, einen Henkel, mit dem der gerade nicht gebrauchte Muff bequem in einer Hand getragen werden kann.
Die Firma Keskari, die einen Gebrauchsmusterschutz für Mufftaschen besaß, ließ 1959 eine Umfrage unter Berücksichtigung der verschiedenen Einkommensschichten und Altersgruppen durchführen, welche Chancen der Muff am deutschen Markt hat. Auf die Frage, was gegen die Anschaffung eines Muffs spräche, antworteten rund 47 Prozent „nicht mehr üblich“, 21 Prozent gaben an der Muff sei unpraktisch und 19 Prozent fanden ihn zu teuer. 17 Prozent der befragten Damen besaßen einen Muff. Jedoch wurden in den Modenschauen der großen Couturiers in den darauffolgenden Jahrzehnten immer wieder einmal Muffe gezeigt.

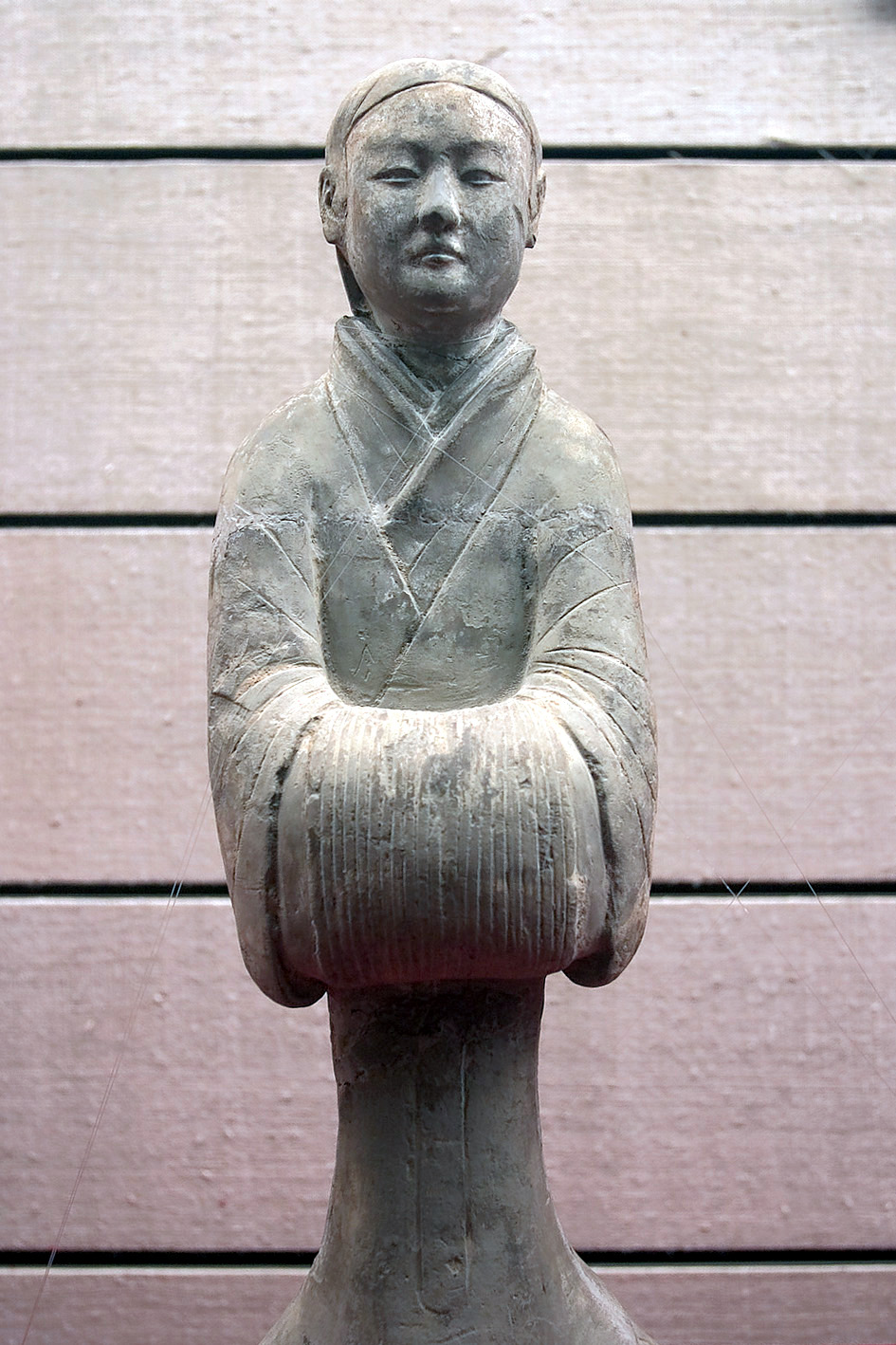
Keramik mit muffähnlichen Manschetten(?) der chinesischen Han-Dynastie, 202 vor bis 220 n. Chr.
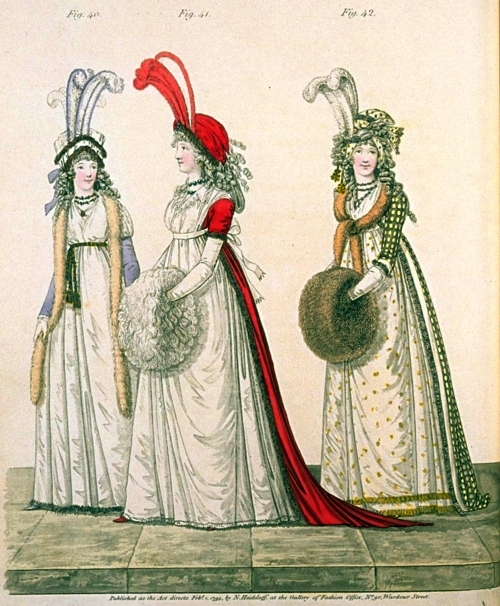
Überdimensionale Muffe unterstrichen die Eleganz der Empiremode.
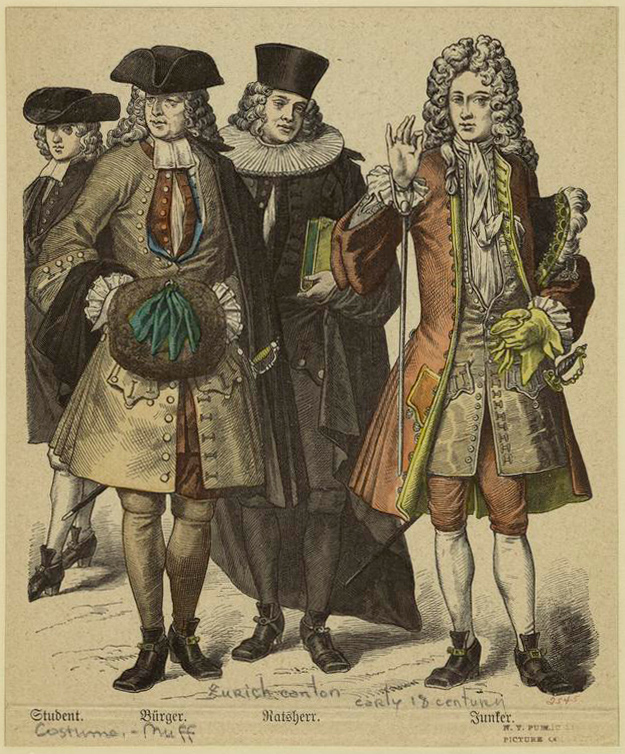
Herrenmuff, Kanton Zürich (frühes 18. Jahrhundert)
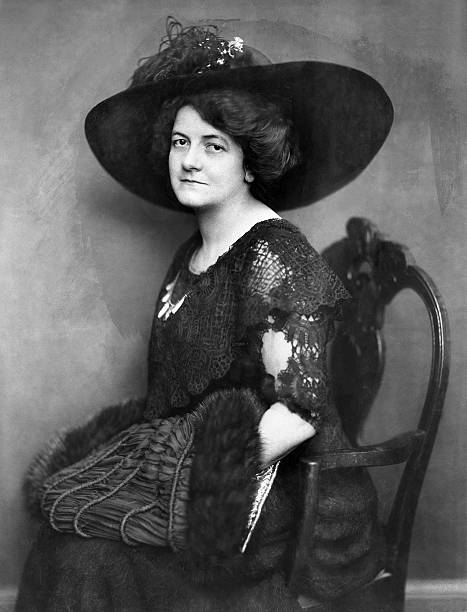
Marie Luise Becker mit aufwendigem textilen, pelzverbrämten Muff (1911)
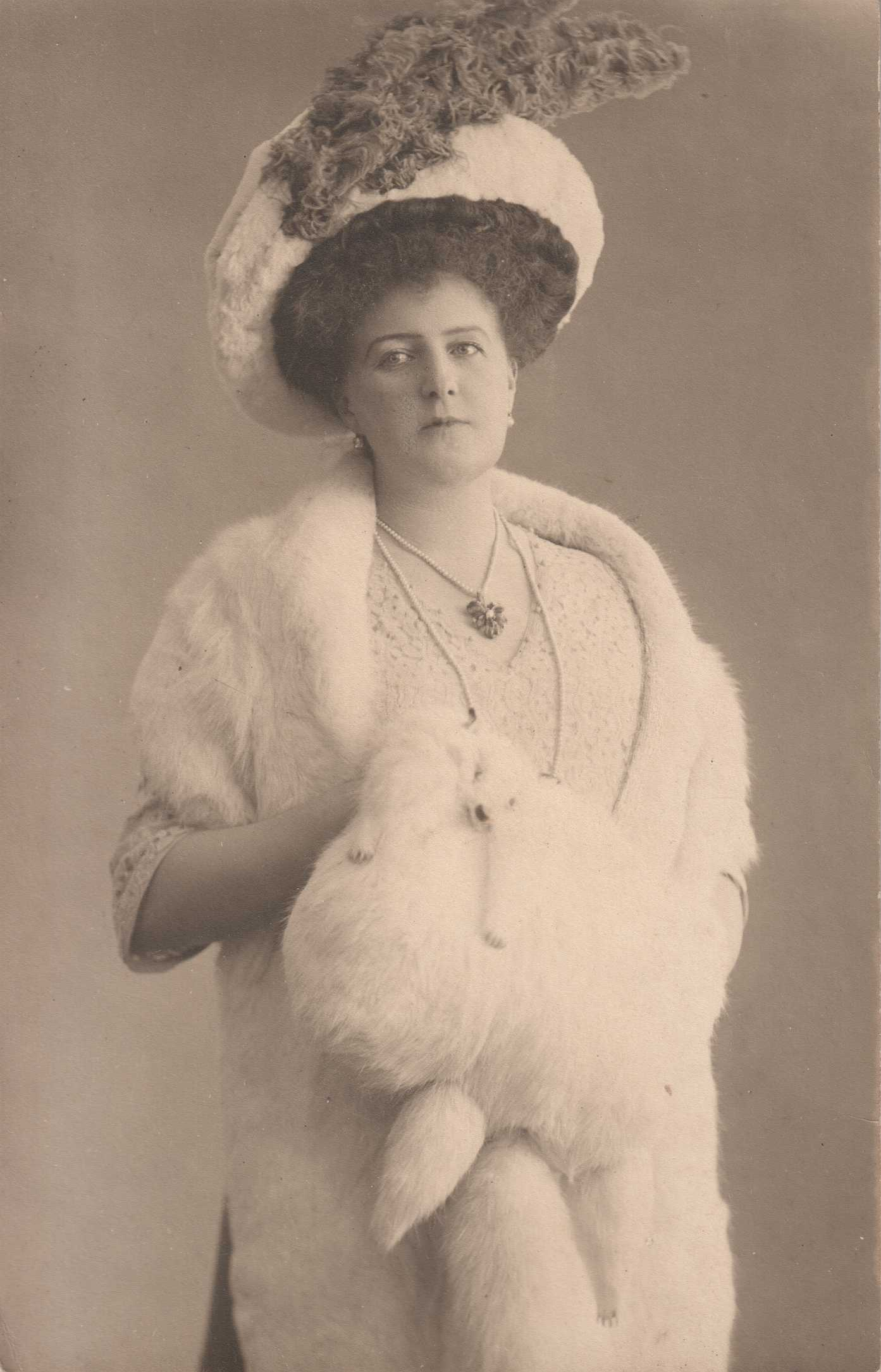
Dame mit ausgefallen gearbeitetem Polarfuchsmuff. Über dem Muff scheint ein junger Fuchs hervorzuschauen (Berlin, 1912).
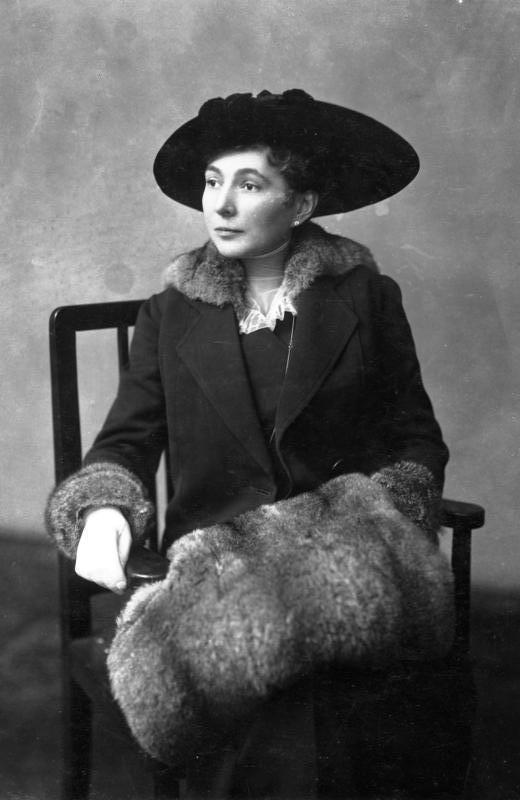
Margarethe Ludendorff mit Opossumfellmuff (1915)
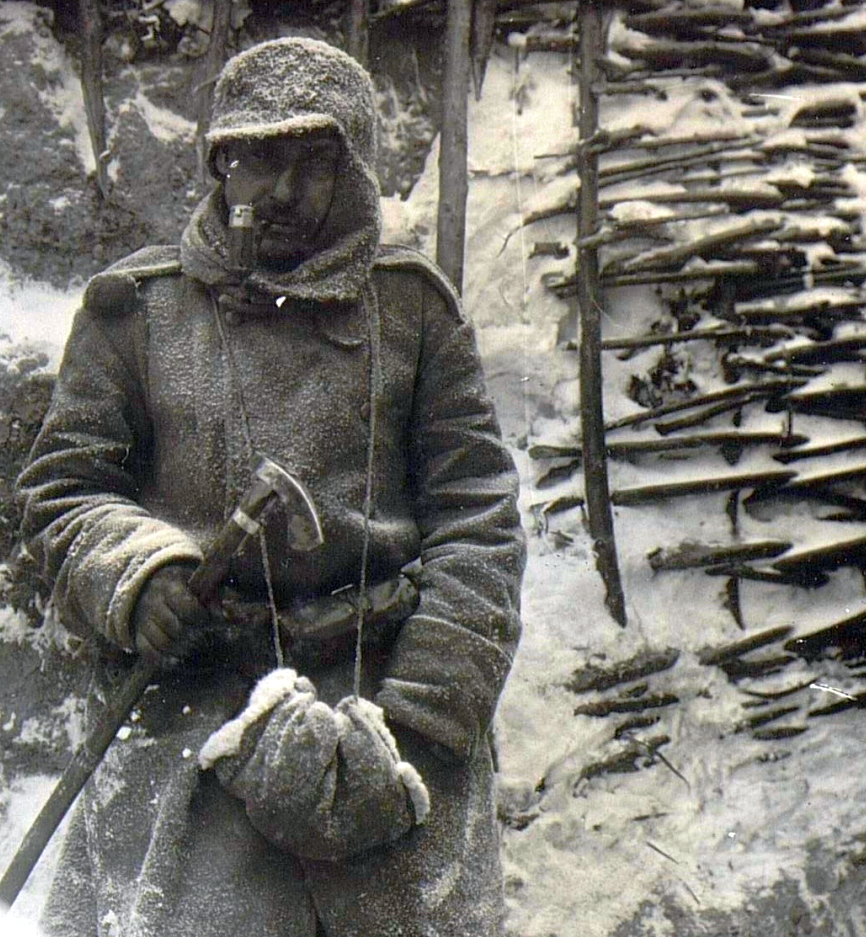
Österreichischer Soldat mit Muff, Fell innen (um 1916)

## Herstellung
Muffe in tonnenförmiger oder sonst wie gerundeter Form müssen über einen, vom Hutformenbauer dafür gearbeiteten Muffblock gespannt werden. Der Tonnenmuffblock besteht aus sieben oder neun Teilen. Das darauf zu zweckende Fellteil wird auch als Muffblatt bezeichnet. Es wird dem Umfang des jeweiligen Muffblocks entsprechend zu einem Schlauch rundgenäht. Zu den Handlöchern hin wird die Weite verringert, indem Keile herausgenommen werden, eine überschüssige Weite bleibt jedoch dort erhalten, die später mit einem Gummiband auf die Handlochweite fixiert wird. In das auf der Lederseite gut durchfeuchtete Muffblatt werden vorsichtig zuerst die Außenteile des Blocks, in der Reihenfolge der angebrachten Nummerierung, zuletzt das Mittelteil, eingefügt. Die Mitte des Muffblatts wird rundum angezweckt. Mit zwei vorgefertigten Ringen aus Pappkarton wird dann das Muffblatt an beiden Seiten mit Zweckklammern festgetackert, das überstehende Fell wird eventuell zur Mitte hin ebenfalls festgezweckt. Gegebenenfalls müssen die Fellnähte und die Fellmitten (Grotzen) mit dem Tacker oder mit Zweckzange und Stecknadeln geradegerichtet werden. Meist wird das Fell mit dem Haar zum Block hin aufgespannt. 1928 hieß es: „Das Muffspannen erfordert eine gewisse Übung, und die gefällige Form des fertigen Muffes hängt sehr vom richtigen Spannen ab“.
Nach dem Trocknen wird in den Handlöchern ein Gummiband im Umfang der Pappstreifen lose umstochen befestigt und das überstehende Fell abgeglichen. Die Entnahme der Blockteile erfolgt anschließend in umgekehrter Reihenfolge. Ein abgefütterter Muffbeutel wird in den mit dem Haar nach außen gewendeten Muff eingebracht und das überstehende Fell darauf festgenäht.

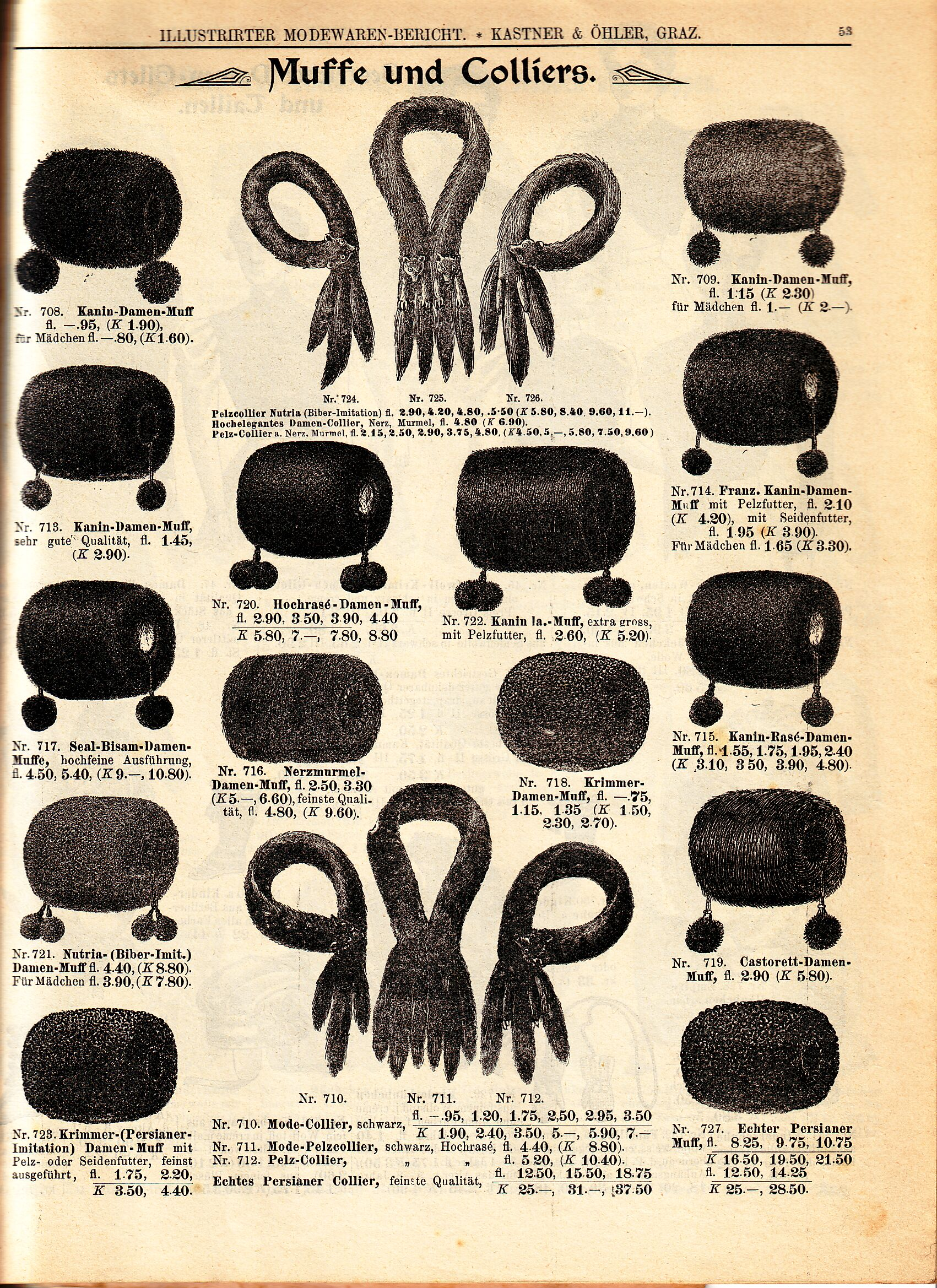
Saison 1900–1901. Illustrirter Modewaren-Bericht der Firma Kastner & Öhler, Graz
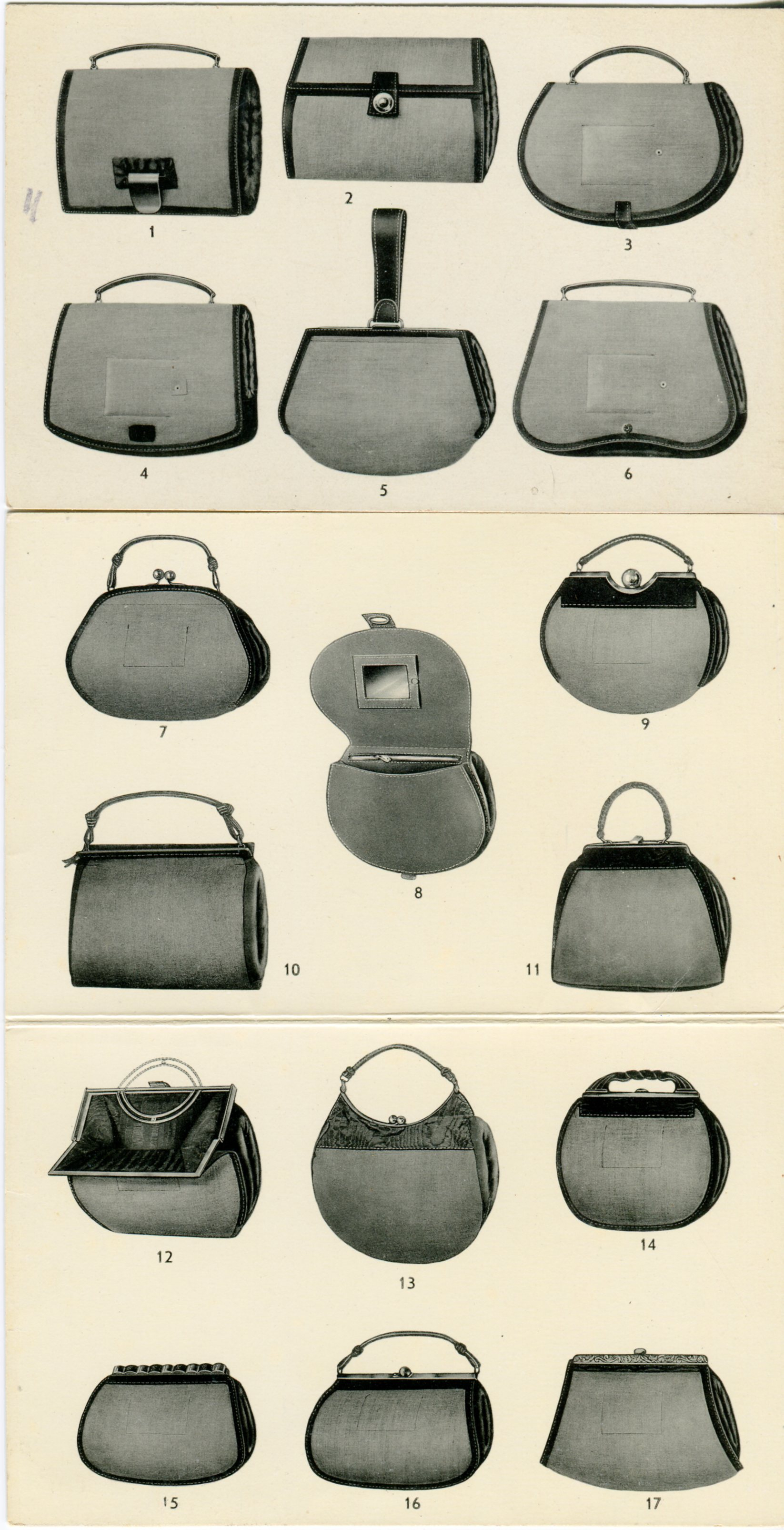
Mufftaschenkollektion zum Beziehen mit Pelz (Firma Keskari, vor 1940?)
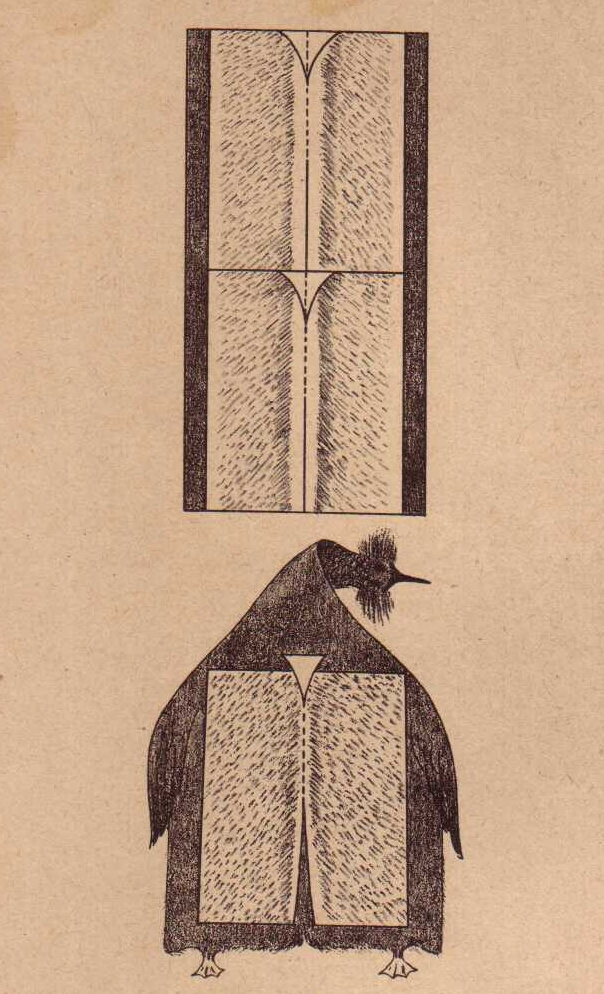
Zuschnitt für einen Muff aus dem Balg eines Haubentauchers (Vogelart), 1895
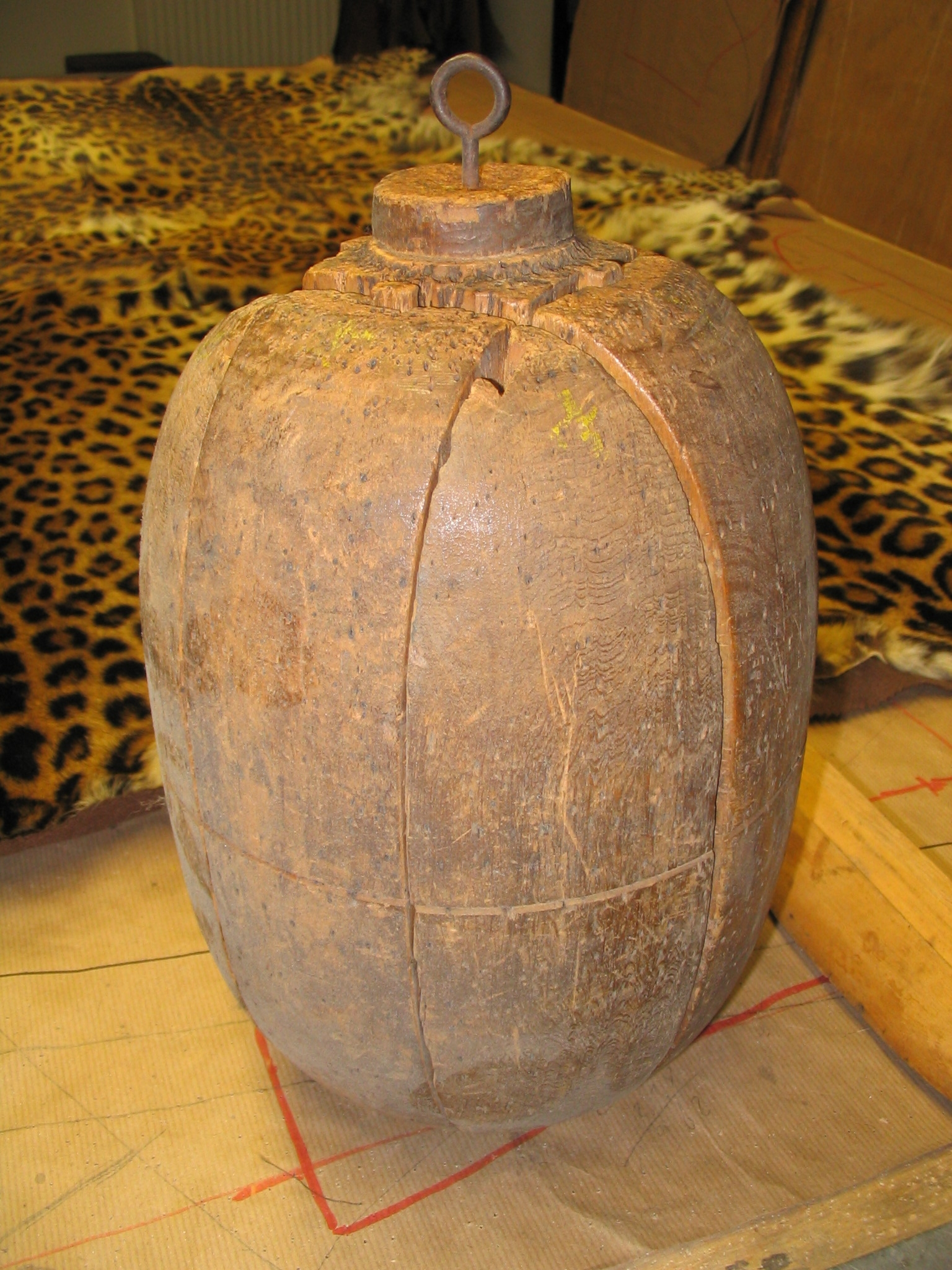
Alter Tonnenmuff-Block, um 1900